# Brisbane Challenger 2007
Il Brisbane Challenger 2007 è stato un torneo di tennis facente parte della categoria ATP Challenger Series nell'ambito dell'ATP Challenger Series 2007. Il torneo si è giocato a Brisbane in Australia dal 26 novembre al 2 dicembre 2007 su campi in cemento indoor.

## Vincitori

### Singolare
Joseph Sirianni ha battuto in finale  Gō Soeda 1-6, 6-0, 6-3

### Doppio
Rameez Junaid /  Daniel King-Turner hanno battuto in finale  Carsten Ball /  Adam Feeney 3-6, 7–6(3), [10-8]